# 崎田文二
崎田 文二（さきた ぶんじ、1930年 - 2002年8月31日）は、日本の物理学者（素粒子物理学）。富山県東礪波郡井波町（現在の南砺市）出身。

## 業績
崎田文二は、超対称性理論の提唱者の一人である。
1966年、宮沢弘成が中間子およびバリオンの超対称性を提唱したが、あまり注目されなかった。1971年、崎田はJ. L. Gervaisと共著で、時空と場の根本的に新しい対称性としての超対称性の概念を発見した。Yu. A. GolfandとE.P. Likhtmanらと他4人も独立してこの概念を発見した。これは、ボース粒子とフェルミ粒子、そして時空とミクロな世界の内部対称性を統一し、異なる量子力学的な性質の素粒子間の関係を確立するものであった。重力の繰り込みを可能にする理論のひとつである超弦理論にも取り入れられている。

## 来歴
金沢大学理学部卒業、1956年 名古屋大学大学院理学研究科修士課程修了、1960年 ロチェスター大学大学院にてPhD取得。
1962年からウィスコンシン大学助教授、1966年 より同大学教授、1970年 よりニューヨーク市立大学特別教授を務めた。｢素粒子の超多重項理論および二重性理論の研究｣の業績により、1974年仁科記念賞受賞。
2002年8月31日、胃癌のため東京都内の病院で死去。